# Brad Daugherty
Brad Daugherty (Mountain Grove, 5 juli 1951) is een professionele pokerspeler uit de Verenigde Staten.
In 1991 werd hij wereldkampioen door het Main Event van de World Series of Poker te winnen. Hij won tot en met juni 2014 meer dan $1.800.000,- in pokertoernooien.
Daughertyschreef samen met Tom McEvoy drie pokerboeken:
- Championship Hold'em Satellite Strategy
- No-Limit Texas Hold'em: The New Player's Guide to Winning Poker's Biggest Game
- Win Your Way Into Big Money Hold'em Tournaments: How to Beat Casino and Online Satellite Poker Tournament

## World Series of Poker bracelets
| Jaar | Toernooi                           | Prijs        |
| ---- | ---------------------------------- | ------------ |
| 1991 | World Series of Poker Championship | $1.000.000,- |